# Vitaly Daraselia
Vitaly Daraselia (georgià: ვიტალი დარასელია)  (Ochamchira, 9 de gener de 1957 - Zestaponi, 13 de desembre de 1982) fou un futbolista georgià de la dècada de 1970. Va morir amb només 25 anys, d'accident de trànsit.
Fou 22 cops internacional amb la selecció de la Unió Soviètica amb la qual participà en la Copa del Món de futbol de 1982.
Pel que fa a clubs, defensà els colors de FC Dinamo Tbilisi.